# اوله آندریاس هالوورسن
اوله آندریاس هالوورسن (انگلیسی: Ole Andreas Halvorsen؛ زادهٔ ۱۹۶۰/۱۹۶۱ (۶۳–۶۴ سال)) کارآفرین و سرمایه‌دار اهل نروژ است.